# شاخ‌ماهی
شاخ‌ماهی (نام علمی: Ichthyoceros spinosus) نام یک گونه از راسته انبوه‌دندان‌ریختان است.